# 下花园站
下花园站是京包铁路（原京张铁路）上的一个火车站，位于河北省张家口市下花园区。车站于2021年4月1日停办客运业务，目前办理整车普通货物到发业务，设有通往大唐国际发电股份有限公司下花园发电厂、河北京源煤矿、冀中能源股份、下花园铁鑫路料加工场、昊华集团宣化有限公司下花园电石厂等单位的专用线。